# Безумие Суибне
Запрос Суибне-гельт перенаправляется сюда. Смотрите также о других Суибне
«Безумие Суибне», «Безумие Сувне» (ср.-ирл. Buile Suibhne, ирл. Buile Shuibhne) — ирландская сага (scel) о Суибне, полуисторическом правителе одного из королевств в Ульстере, потерявшем рассудок из-за проклятия святого и долгие годы скитавшемся по Ирландии и Шотландии. Сюжет саги восходит ко второй половине VII в., как текст она сформировалась в XII в., а известна из рукописей конца XVII в. и начала XVIII в. Впервые издана с параллельным переводом на английский в 1913 г. Джеймсом О’Киффи. Многие современные читатели считают описания странствий Суибне по вершинам деревьев одним из самых впечатляющих образов в ранней ирландской литературе.

## Создание

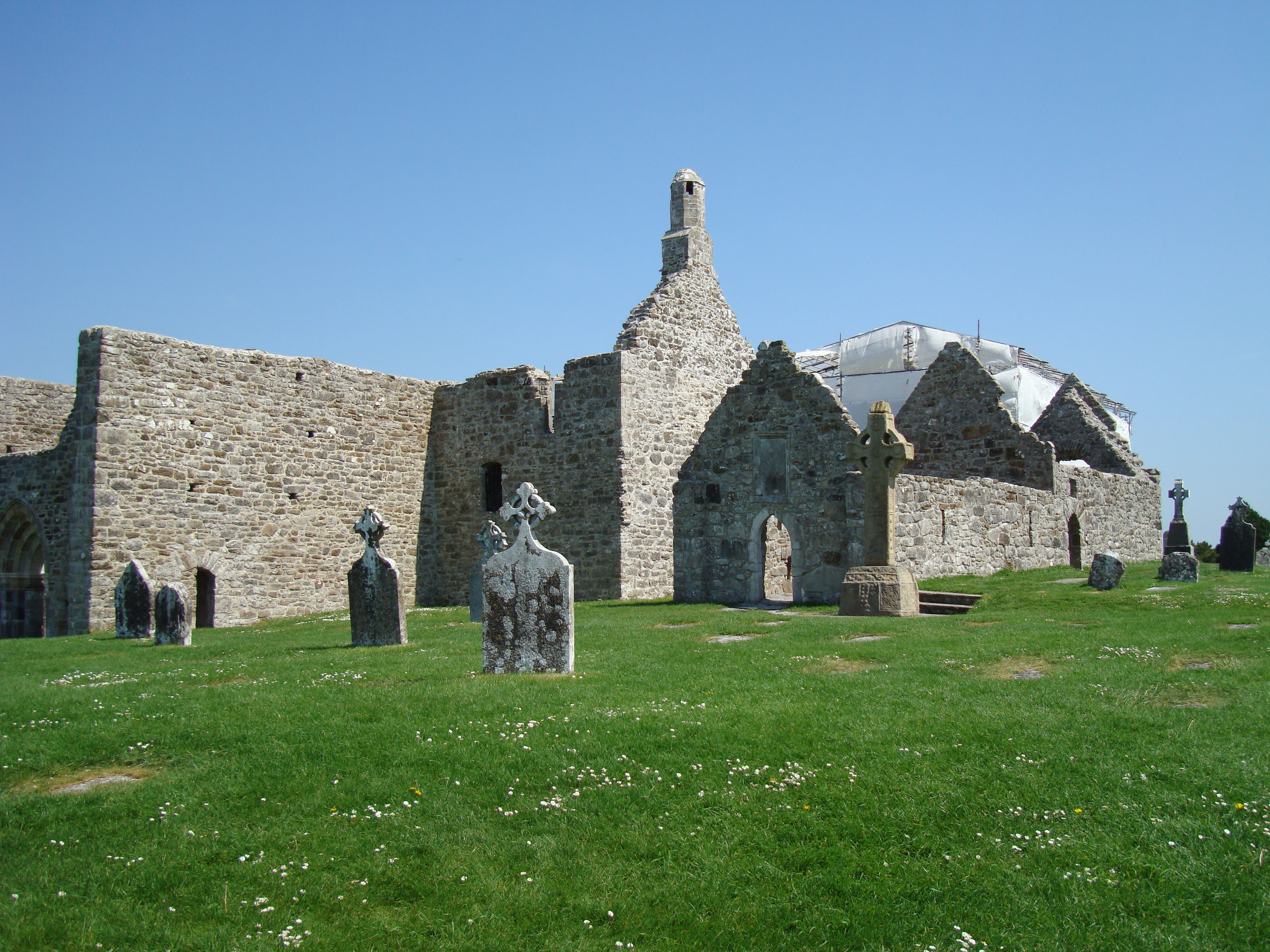
Монастырь Клонмакнойс в наши дни

Первоосновой текста мог быть некий посвящённый Суибне поэтический отрывок, написанный во второй половине VII в. Основной текст, датируемый XII в., вероятно, был создан для прославления потомков верховного короля Ирландии Домналла, сына Аэда (†642), по приказу последнего представителя его рода — Флатбертаха О’Мулдори (†1197), короля Тирконнелла. Стихотворные фрагменты, вставленные в прозаический текст саги, созданы в разное время разными авторами. Некоторые из них приписывают святому Молингу (†697). Окончательная редакция «Безумия Суибне», предположительно, была записана в монастыре Клонмакнойс.
Вместе с сагами «Пир в Дуне-на-Гед» (Fled Dúin na nGéd) и «Битва при Маг Рат» (Cath Maige Rátha) это произведение входит в условный микроцикл, объединённый фигурой Домналла, сына Аэда, и повествующий о его вражде с Конгалом Клаэном, королём Ульстера. Этот микроцикл был собран между 1200 и 1500 г. Все три саги традиционно включаются в так называемый королевский цикл и, строго говоря, представляют собой изложение одного и того же сюжета о проклятии, пире, битве и безумии, но каждая из них даёт собственную версию событий, повествуя о некоторых эпизодах, важных в контексте конкретной саги, более подробно.

## Рукописи

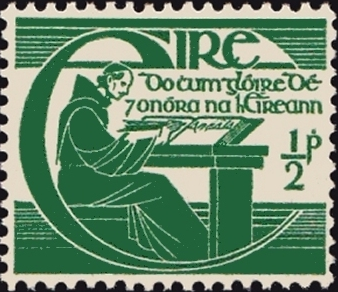
Ирландская марка, посвящённая Майклу О’Клери

Сага сохранилась в трёх рукописях, которые восходят к некоему не дошедшему до нас списку с изначальной версии текста.
Создание самой ранней — «Брюссельской версии» или L-версии, присутствующей в рукописи Brussels 3410 (fo. 59a-61a), — относят к 1629 году. Считается, что она принадлежит руке Майкла О’Клери (Mícheál Ó Cléirigh), францисканца, одного из составителей «Анналов четырёх мастеров». Это краткое изложение, в котором опущена бо́льшая часть стихов.
B-версия дошла до нас в рукописи RIA B IV I (fo. 82a-95b), созданной в 1671—1674 гг. Дэниэлом (или Дэвидом) О’Дугенаном, одним из лучших писцов того времени, в скриптории Séan Cua в графстве Слайго. Она содержит полный текст саги. На этой версии основано издание Дж. О’Киффи 1913 года.
K-версия «Безумия Суибне» вместе с «Пиром в Дуне-на-Гед» и «Битвой при Маг Рат» содержится в RIA 23 K 44, (fo. 131—180). Записана в 1721—1722 гг. Томалтахом Мак Морисси (Tomaltach Mac Morissy). Часть стихов в ней сокращена.

## Сюжет[5]

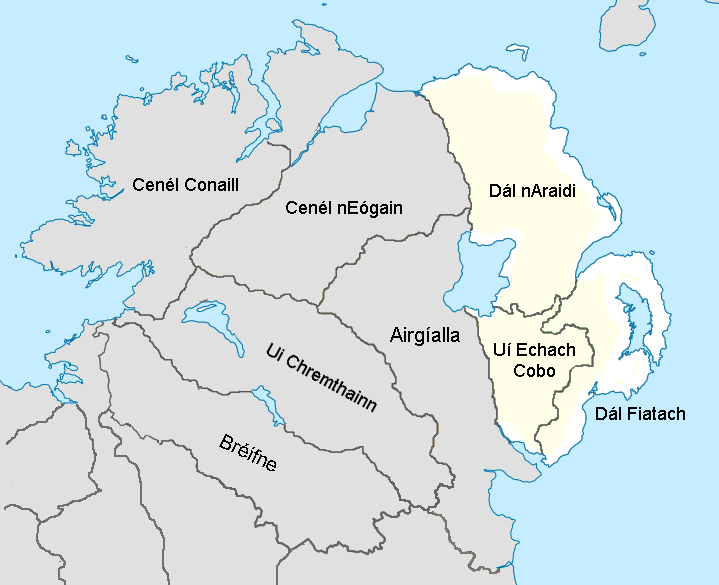
Королевство Дал Арайде в X—XI в.

Суибне, сын Кольмана Куара, король Дал Арайде (на этой территории в настоящее время расположены южная часть графства Антрим и северная часть графства Даун в Северной Ирландии), узнаёт, что без его дозволения на его земле святой человек Ронан Светлый (Rónán Fionn) построил церковь. Взбешённый, король бежит к Ронану, поющему псалмы, вырывает у него псалтырь и бросает в озеро. В это время к Суибне прибывает посол от короля Ульстера Конгала Клаэна, призывающий помочь в борьбе против верховного короля Домналла, сына Аэда, и Суибне отправляется на битву (Маг Рат, ок. 637 года). На следующий день выдра, живущая в озере, находит псалтырь и неповреждённым возвращает его Ронану. Тот, поражённый чудом, проклинает Суибне: «Он будет скитаться по Эрину как безумец (gheilt)».
Ронан пытается заключить мир между Домналлом и Конгалом Клаэном, его воспитанником, но Суибне нарушает перемирие, убивая по одному человеку Домналла утром и вечером. Перед битвой, когда Ронан окропляет войска святой водой, Суибне, тоже окроплённый, в гневе бросает два копья. Одно из них убивает ученика Ронана, а другое, попав в священный колокол на шее святого, отклоняется в воздух. Ронан снова проклинает Суибне:
Подобно копью, брошенному тобой, будешь ты сам летать над землёй, как птица, пока не настигнет тебя удар копья и не умрёшь ты той же смертью, какой умер мой ученик.
Когда Суибне собирается вступить в бой, он слышит страшные звуки, сходит с ума, бросает оружие и бежит в лес. Его ноги едва касаются земли, и он приземляется на тисовое дерево. После ухода Суибне его противники одерживают победу. Обратившийся в птицеподобное существо, он скитается по всей Ирландии, живёт на деревьях, нагой, голодный, претерпевая большие лишения. Он питается только салатом, пьёт лишь воду, спит на колючих ветвях кустарника. Он оказывается в Гленн Болькан (Glenn Bolcáin), долине, куда все безумцы Ирландии приходят ровно через год после того, как утратили рассудок.
В своих скитаниях он постоянно оплакивает свои страдания, свою изолированность от мира людей и воспевает красоту природы, хотя она часто сурова и холодна. Повествование перемежается рядом стихотворений, некоторые из которых написаны от имени Суибне. Два самых запоминающихся, приведенных в конце повествования, посвящены восхвалению природы и деревьев.
Спустя семь лет Суибне находит его родич Лонгсеахан. Он пытается убедить Суибне вернуться домой, но тот не может этого сделать из-за тяготеющего над ним проклятия. Тем не менее, Суибне удаётся навестить его бывшую супругу Эран, к тому времени уже вышедшую замуж за Гуайре, нового короля Дал Арайде. Она уговаривает Суибне возвратиться к ней, но тот отвечает, что без него ей будет лучше. Появляется слуга Гуайре, и Суибне покидает Эран и возвращается в леса.
Лонгсеахан, посланный знатью Дал Арайде, снова отыскивает Суибне и сообщает, что все его родные умерли. Поражённый этим известием Суибне обретает рассудок и отправляется с Лонгсеаханом в его дом. Лонгсеахан признаётся, что ради блага Суибне он солгал о смерти его родных. Суибне находит приют в доме Лонгсеахана. Одной старухе поручено присматривать за ним и кормить, но запрещено напоминать о жизни в лесах. Тем не менее, старуха просит Суибне продемонстрировать чудесный прыжок. Суибне взлетает над землёй, и старуха — за ним, тоже становясь гельт. Они вместе скитаются по лесам. Однажды, когда они прыгают по скалам, старуха срывается и разбивается насмерть. Суибне, боясь, что Лонгсеахан захочет отомстить за её смерть, бежит прочь.
Он переправляется в Британию, неясно, по воздуху или вплавь, где встречает Элладана, другого безумца. Они делятся друг с другом историями своих бедствий и год проводят вместе. Элладан, обладающий даром пророчества, сообщает, что близок час его смерти, и что они с Суибне должны расстаться. В ответ Суибне повествует Элладану о времени и обстоятельствах своей смерти. Суибне возвращается в Ирландию и в долине Гленн Болькан встречает женщину-гельт. Затем он посещает свою бывшую жену Эран, но она прогоняет его.

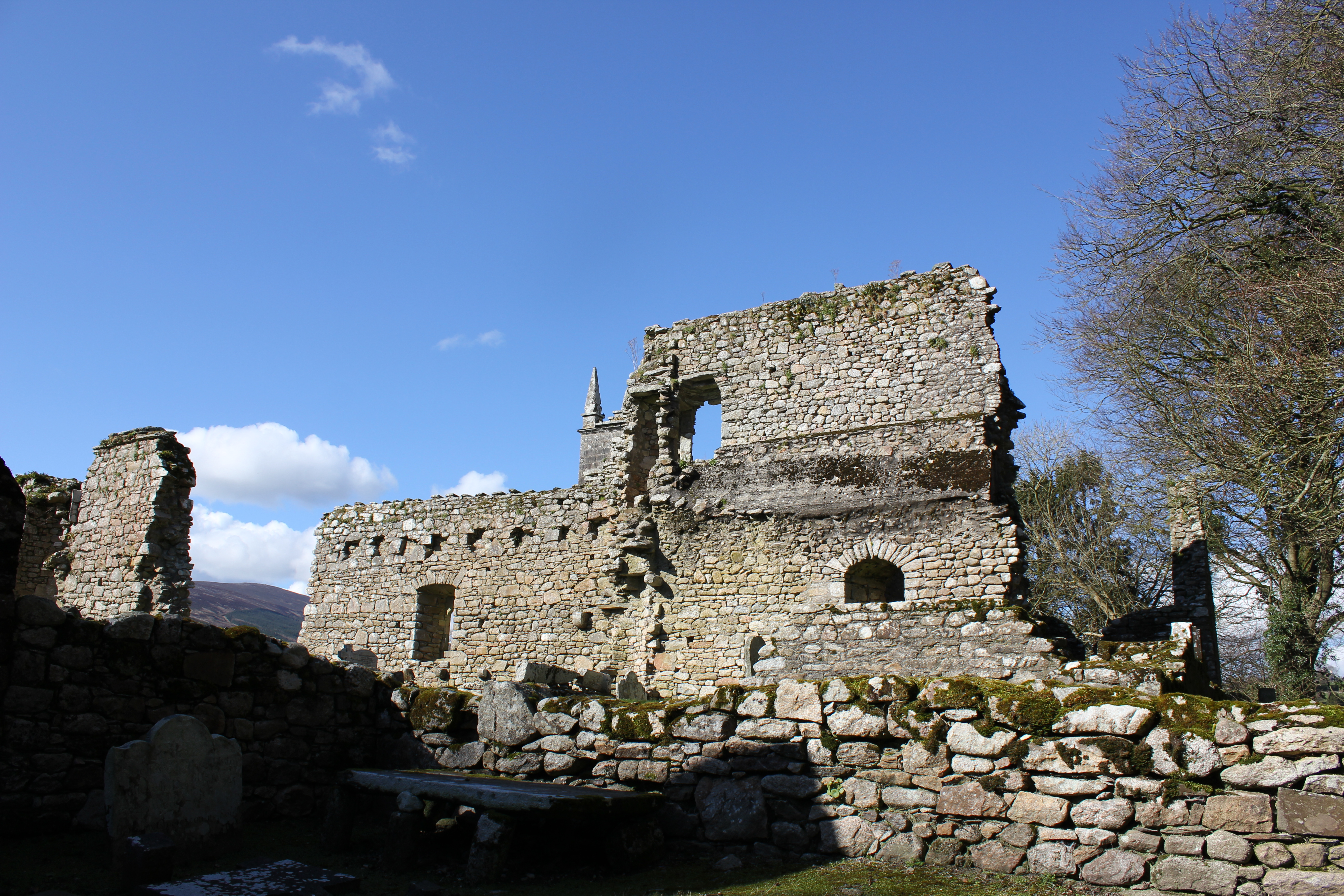
Руины монастыря св. Молинга

Решив вернуться к своим людям в Дал Арайде, Суибне вновь обретает рассудок, но святой Ронан молится о том, чтобы король не смог вернуться и возобновить гонения на Церковь. Ронан насылает на Суибне ужасное видение: головы козлов и псов преследуют его, угрожающе крича. Суибне снова сходит с ума.
В своих дальнейших блужданиях Суибне оказывается у дома святого Молинга († 697) (ныне Сент-Маллинс в графстве Карлоу), и тот говорит, что здесь Суибне обретёт покой и прощение. Суибне должен приходить к Молингу каждый вечер и рассказывать под запись свою историю. Проходит год. По указанию Молинга, кухарка Мургил, жена свинопаса Монгана, поит Суибне по утрам свежим молоком. Одна женщина из вражды к Мургил сообщает свинопасу, что его жена встречается с любовником. Утром Монган приходит на задний двор, где кухарка даёт Суибне молоко, и, не узнав того, убивает его.
Молинг спешит к умирающему и позволяет Суибне закончить жизнь в качестве naoimhgheilt, святого безумца, и получить отпущение грехов. Молинг с учениками возводит над умершим могильный холм. После погребальной речи о достоинствах Суибне, тот восстаёт и идёт с Молингом в церковь, где умирает окончательно.

## Анализ

### Тип и жанр
В средневековой Ирландии филидами была создана классификация саг по типу основного действия и «опорному» слову, которое и выносилось в название текста. Списки саг по типам включают, например, Похищения скота (Tána), Битвы (Catha), Плавания (Immrama), а также Безумия (Buili).
В древнеирландском языке словом buile/baile, кроме безумия и ярости, обозначали особый вид вдохновения или экстатического состояния, поэтому в сагах типа Buili рассказывалось не столько о душевном расстройстве персонажа, сколько о данном ему откровении, благодати или пророческом даре. Например, сага «Безумие Финдахта, короля Коннахта» повествует о короле, решившем стать монахом и обретшем дар прорицания.
Если попытаться определить жанр «Безумия Суибне» с современной точки зрения, то, согласно Т. А. Михайловой, это уже не эпос, но ещё не роман; разрозненные эпизоды, напоминающие клейма иконы, приближают сагу скорее к житийной литературе. Сложившись на излёте ирландской эпической традиции, сага почти утратила приёмы классической орнаментальной прозы, и сам её язык представляет собой «монструозное нагромождение ранне-ново-поздне-средне-ирландских форм, перемежающихся безграмотными псевдоархаизмами».

### Персонаж
В лице Суибне перед читателем предстаёт странная фигура то ли изгоя, то ли святого, то ли безумца, то ли мертвеца. При этом, хотя изложение в саге ведётся в манере, предполагающей, что Суибне был исторической фигурой, в сохранившихся генеалогических записях ни он, ни его отец не обнаруживаются. Согласно «Анналам Тигернаха», Суибне, сын Кольмана Куара, не бежал с битвы при Маг Рат, а погиб в ней. Ни в «Анналах Ульстера», ни в «Анналах Инишфаллена» при описании битвы этот персонаж не упоминается. Нет его и в «Хронике скоттов». По оценке Т. Михайловой, реальная история представлена в тексте саги искажённой до неузнаваемости.

### Феномен «гельт»

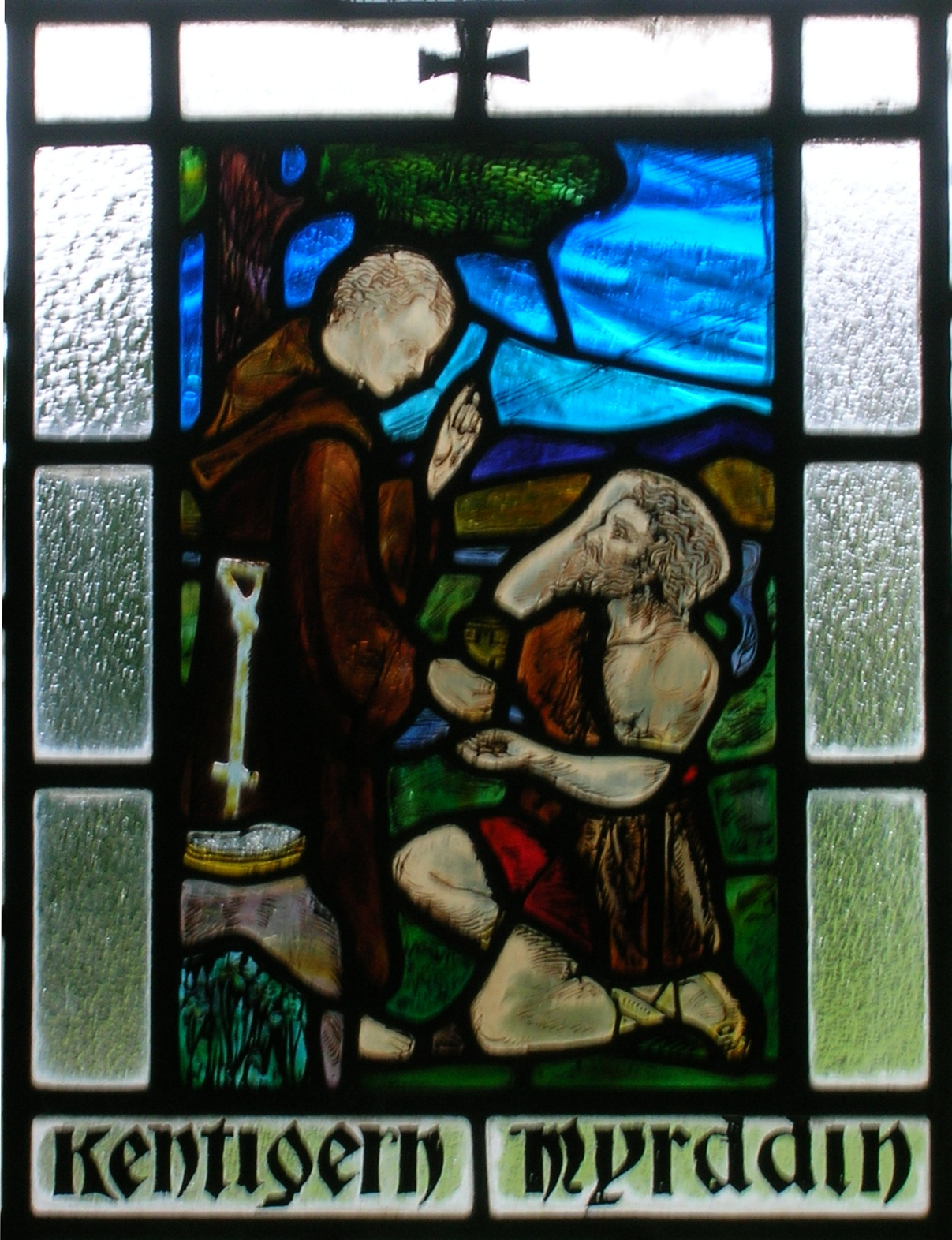
Мирддин и святой Кентигерн

Ирландское слово geilt, вероятно, происходит от бритт. gwyllt ← пракельт. *gṵilt («дикий»), которое попало в гойдельские языки из бриттоязычного Стратклайда, где в VI или VII в. зародилась легенда о живущем в дикой природе безумном пророке и поэте. Родственный эпитет wyllt прилагается в валлийской традиции к имени обезумевшего во время битвы при Арвдеридде барда Мирддина, прообраза Мерлина артурианы. Близок к Суибне и Мирддину камбрийский Лайлокен, провидец, живущий отшельником в диких местах. Примечательно, что скитания однажды приводят Суибне в Шотландию, в лес к северу от Дамбартона на Клайде, где он встречает дикого человека по имени Элладан (Alladhán/Ealadhán), которое напоминает валлийский эпитет Мирддина llallawc/llallogan и имя Лайлокена (Lailoken).
Аналог преображениям Суибне можно найти в сагах цикла «Похищение быка из Куальнге», где описывается ríastrad, неконтролируемая трансформация, которую претерпевал герой Кухулин. Исследовались параллели саги о Суибне с библейским сюжетом о царе Навуходоносоре, который, будучи поражён безумием, жил, как дикий зверь, и поедал траву. С понятием gwyllt/geilt сопоставляют омонимичные валл. gwellt и ирл. gelt («выпас, пастьба»), поскольку кельтский дикий человек также изображается питающимся травой. Например, у Гальфрида Монмутского Мерлин питался водой, травами, яблоками и желудями.
Рассказы о диких людях, похожих по поведению на Суибне, приложены к «Мемуарам маркиза Кланрикарда» (Memoirs of the Marquis of Clanricarde), написанным в середине XVII в. Они встречаются и в недавних местных преданиях графства Керри о Gleann na nGealt (Глен безумцев), соответствующем долине Гленн Болькан, упомянутой в саге как любимое место пребывания Суибне .

## Современные адаптации
В англоязычной традиции название саги Buile Suibhne переводят как The Frenzy of Suibne или The Madness of Sweeney, а главный герой известен как Sweeney (Суини). Высказано мнение, что с середины двадцатого века этот персонаж приобрёл такое же значение для творческого воображения в Ирландии, какое имел Кухулин для более ранних авторов. Оригинальная история является достаточно звучной и многогранной, чтобы привлечь внимание и быть переосмысленной множеством очень разных авторов. К образу Суини обращались Том МакИнтайр (Sweeney Among the Branches и Rise Up Lovely Sweeney), Остин Кларк (отсылки в The Bright Temptation и в The Trees of the Forest), Джон Монтегю, Дерек Махун, Нуала Ни Доналл, Тревор Джойс (The Poems of Sweeny, Peregrine). Т. С. Элиот сделал его героем драматической поэмы «Суини-борец» (англ. Sweeney Agonistes) (заголовок навеян поэмой Самсон-борец (Samson Agonistes) Мильтона).
Тогда отправился Суибне дальше и прибыл он к церкви, что была возле Снав-да-Эн возле реки Шаннон.

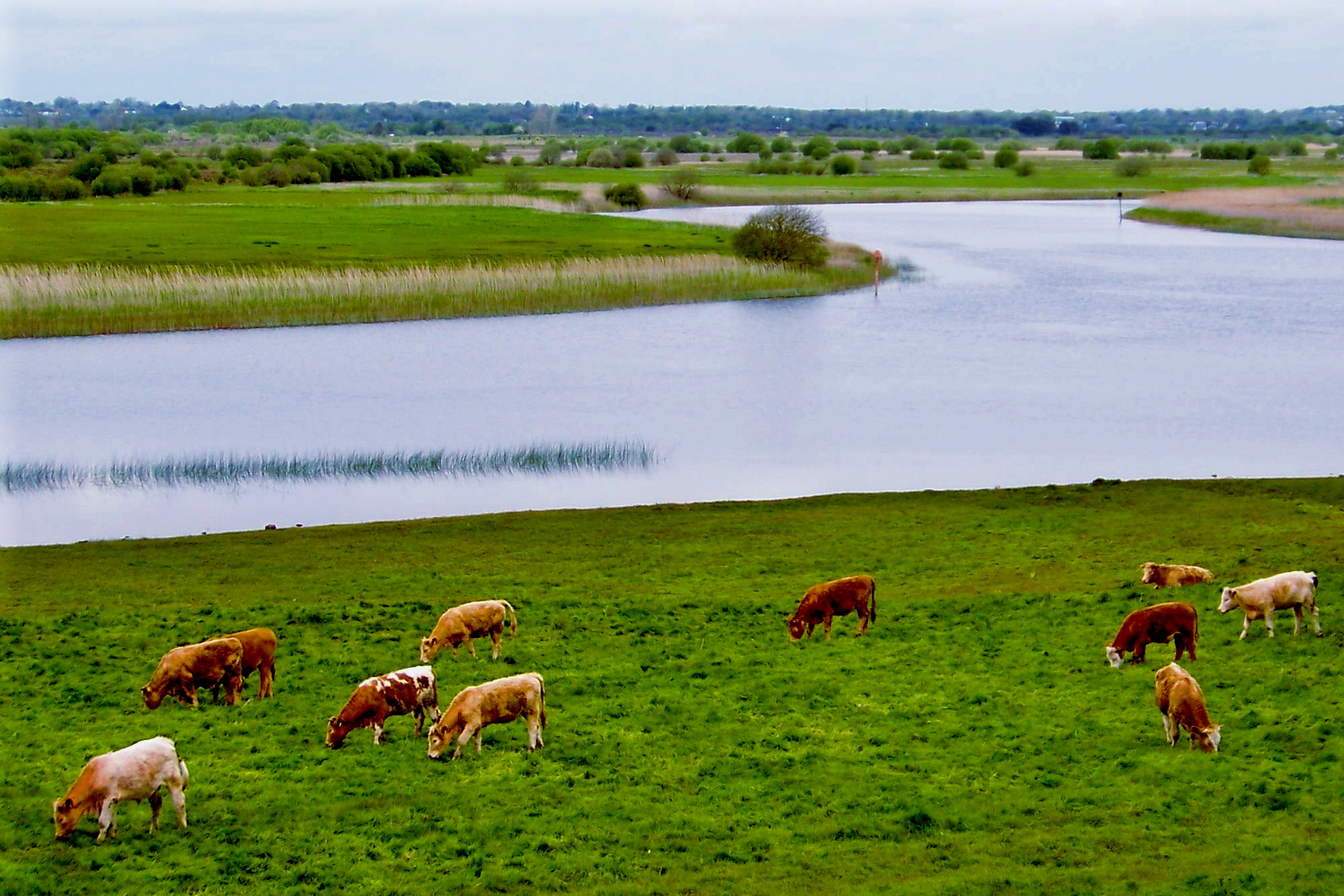
Река Шаннон возле монастыря Клонмакнойс

Отсылкой к «Безумию Суибне» является  название романа Фланна О’Брайена «В Плывут-две-птицы» (At Swim-Two-Birds, 1939; в переводах на русский — «О водоплавающих» и «У Плыли-Две-Птицы»). Swim-Two-Birds («Плаванье-двух-птиц») — это буквальный перевод ирландского топонима Snómh-dhó-En (Снав-да-Эн), как именуется место у излучины реки Шаннон, где располагался монастырь Клонмакнойс и где любил бывать Суибне. Сюжетное ядро романа О’Брайена составляет пересказ «Безумия Суибне» устами легендарного Финна.
В 1983 году Шеймас Хини опубликовал англоязычную литературную обработку саги под названием «Суини блуждающий» (Sweeney Astray: A version from the Irish). Он также использовал образ Суини в разделе III (Sweeney Redivivus) сборника стихов Station Island (1984). В этих произведениях «Суини становится маской Хини, убегающего от шума битвы на севере под защиту лесов». Хини читает сагу «в аспекте борьбы между свободным творческим воображением и ограничениями религиозных, политических и бытовых обязательств». Если О’Брайен игнорирует большую часть топографических отсылок, то Хини подчёркивает их, подбирая для старых топонимов их современные эквиваленты и идентифицируя самого себя как часть «территории Суини». В 1992 году Хини и американский фотограф Рэйчел Гиз-Браун выпустили «Полёт Суини» (Sweeney’s Flight), книгу, в которой снимки пейзажей Ульстера, — мест, по которым скитался герой, — сопровождаются отрывками из Sweeney Astray.
Художник Брайан Бурк создал серию картин о Суини. На фестивале искусств в Голуэе в 1994 году драматическая постановка этой истории была осуществлена театральной компанией Macnas Theatre Company. Ирландский композитор Фрэнк Коркоран создал ряд произведений на сюжет саги: Buile Suibhne / Mad Sweeney (1996), Sweeney’s Vision (1997), Sweeney’s Smithereens (2000). Версию саги на современном ирландском написал Шон О’Ши (Buile Shuibhne (modern Irish version), 2010).
В сериале «Американские боги» по роману Нила Геймана персонаж, воплощённый актёром Пабло Шрайбером, — лепрекон Безумный Суини (Mad Sweeney), сквернослов и пьяница, — в прошлом был королём Суибне. Есть намёки, что он же ранее был божественным героем Лугом.